# Musiques de Grand Theft Auto: San Andreas
 (octobre 2019).
Si vous disposez d'ouvrages ou d'articles de référence ou si vous connaissez des sites web de qualité traitant du thème abordé ici, merci de compléter l'article en donnant les références utiles à sa vérifiabilité et en les liant à la section « Notes et références ».
Pour un article plus général, voir Grand Theft Auto: San Andreas.
Tout comme les deux autres opus de la série GTA III, les concepteurs du jeu vidéo Grand Theft Auto: San Andreas ont rassemblé un grand nombre d'artistes afin de compiler une bande originale aux multiples genres musicaux. Pour mieux renforcer l'authenticité du jeu, la musique est diffusée par plusieurs radios aux thématiques différentes. Des animateurs assurent les transitions entre chaque titre et des publicités sont mixées en complément.
Onze radios ont été mises au point par les développeurs et les versions Xbox et PC du jeu admettent la radio « Pistes Utilisateur » qui permet d'insérer ses propres musiques dans l'univers GTA.
La plupart des titres utilisés pour cette bande originale ont été édités en coffret CD, Grand Theft Auto: San Andreas Official Soundtrack Box Set, le 7 décembre 2004 par Interscope Records pour Rockstar North, reprenant chacune des radios en huit disques (excepté SF-UR), avec annonces et réclames.
NOTA: Les pistes des radios sont jouées dans un ordre aléatoire.

## Stations de radio

### Bounce FM
- DJ : The Funktipus
- Genre : Funk, disco
- Titres :
  - Zapp - I Can Make You Dance
  - Kool & The Gang - Hollywood Swinging (en)
  - Ohio Players - Love Rollercoaster
  - Ohio Players - Funky Worm (en)
  - Rick James - Cold Blooded (en)
  - Maze - Twilight
  - Fatback Band - Yum Yum*
  - The Isley Brothers - Between the Sheets
  - Ronnie Hudson (en) - West Coast Poplock (en)
  - Lakeside - Fantastic Voyage (en)
  - George Clinton - Loopzilla (en)
  - Dazz Band - Let It Whip (en)
  - Cameo - Candy
  - MFSB - Love Is The Message
  - Johnny Harris - Odyssey
  - Roy Ayers - Running Away*
  - The Gap Band - You Dropped A Bomb On Me (en)*

Bounce FM diffuse du funk et est animée par The Funktipus (George Clinton. Marvin Trill, l'animateur d'Area 53 sur WCTR appelle le standard de Bounce FM en pensant que "The Party Ship" (le surnom de la station) est un véritable vaisseau spatial et demande comment y embarquer.

### CSR 103.9
Contemporary Soul Radio
- DJ : Philip "PM" Michaels
- Genre : New jack swing
- Titres :
  - SWV - I'm So into You
  - Soul II Soul - Keep On Movin
  - Samuel - So You Like What You See
  - En Vogue - My Lovin
  - Johnny Gill - Rub You The Right Way
  - Ralph Tresvant - Sensitivity
  - Guy - Groove Me
  - Aaron Hall - Don't Be Afraid
  - Boyz II Men - Motown Philly
  - Bell Biv Devoe - Poison
  - Today - I Got The Feeling
  - Wreckx-N-Effect - New Jack Swing
  - Bobby Brown - Don't Be Cruel

Contemporary Soul Radio (CSR 103:9) diffuse du new jack swing et est animée par Philip "PM" Michaels (Michael Bivins). Michaels a un ego surdimensionné et pense qu'il sera la prochaine superstar, bien que sa carrière n'ait qu'un succès très limité jusqu'à présent. Dans le manuel du jeu, la station est appelée par erreur CSR 103:2.

### K-DST
- DJ : Tommy "The Nightmare" Smith
- Genre : Classic Rock
- Titres 
  - Foghat - Slow Ride (en)

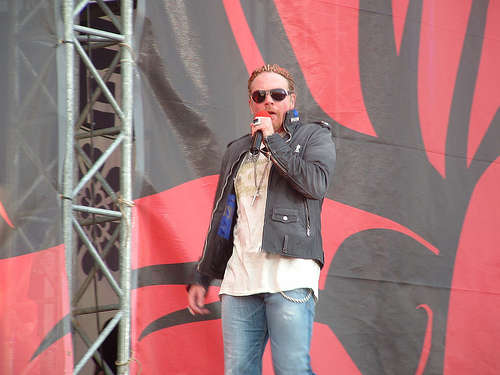
Axl Rose est le DJ Tommy "The Nightmare" Smith.

  - Creedence Clearwater Revival - Green River
  - Heart - Barracuda
  - Kiss - Strutter
  - Toto - Hold the Line
  - Rod Stewart - Young Turks (en)
  - Tom Petty and the Heartbreakers - Runnin' Down A Dream (en)*
  - Joe Cocker - Woman To Woman (en)*
  - Humble Pie - Get Down To It
  - Grand Funk Railroad - Some Kind Of Wonderful (en)
  - Lynyrd Skynyrd - Free Bird
  - America - A Horse with No Name
  - The Who - Eminence Front
  - Boston - Smokin' 
  - David Bowie - Somebody Up There Likes Me
  - Eddie Money - Two Tickets To Paradise (en)
  - Billy Idol - White Wedding (en)

K-DST, "The Dust" est une station diffusant du rock classique depuis Los Santos et est animée par Tommy "The Nightmare" Smith (Axl Rose du groupe Guns N'Roses), meneur du groupe fictif des années 1970 Crystal Ship (dont le nom est inspiré d'une chanson de The Doors). Smith est étonnamment calme et parle constamment aux auditeurs des années 1970 et de la vie façon "rock n'roll". Il déteste Sage, la DJ de Radio X, ce qui peut sembler ironique puisque Radio X passe la chanson des Guns N' Roses Welcome to the Jungle. Avant celle-ci, Sage déclare : "J'ai couché avec ce type une fois."

### K-JAH West
- DJ : Marshall Peters & Johnny Lawton
- Genre : Dub, reggae, dancehall
- Titres :
  - Black Harmony - Don't Let It Go To Your Head*
  - Blood Sisters - Ring My Bell*
  - Shabba Ranks - Wicked Inna Bed
  - Buju Banton - Batty Rider
  - Augustus Pablo - King Tubby Meets The Rockers Uptown
  - Dennis Brown - Revolution
  - Willi Williams - Armagideon Time
  - I Roy - Sidewalk Killers
  - Toots and the Maytals - Funky Kingston
  - Dillinger - Cocaine In My Brain
  - The Maytals - Pressure Drop
  - Pliers - Bam Bam
  - Barrington Levy - Here I Come
  - Reggie Stepper - Drum Pan Sound
  - Black Uhuru - Great Train Robbery
  - Max Romeo, The Upsetters - Chase The Devil

### K-Rose
- DJ : Mary-Beth Maybell
- Genre : Country
- Titres (en ordre de diffusion) :
  - Jerry Reed - Amos Moses
  - Conway Twitty & Loretta Lynn - Louisiana Woman, Mississippi Man
  - The Desert Rose Band - One Step Forward
  - Statler Brothers - New York City
  - Statler Brothers - Bed of Roses
  - Asleep at the Wheel - The Letter That Johnny Walker Read
  - Juice Newton - Queen Of Hearts
  - Hank Williams - Hey Good Lookin
  - Patsy Cline - Three Cigarettes In The Ashtray
  - Eddie Rabbitt - I Love A Rainy Night
  - Willie Nelson - Crazy
  - Mickey Gilley - Make The World Go Away
  - Ed Bruce - Mama Don't Let Your Babies Grow Up To Be Cowboys
  - Merle Haggard - Always Wanting You
  - Whitey Shafer - All My Ex's Live In Texas

K-Rose diffuse de la musique country et est animée par Mary-Beth Maybell (Riette Burdick). Elle emet depuis Fort Carson (dans le Bone County). Mary-Beth a été mariée de nombreuses fois et nombre de ses maris sont morts dans des circonstances douteuses. Elle lance notamment une annonce en direct : "Je suis encore enceinte. Si vous êtes le père, faites moi signe !" qui montre bien que sa vie de couple est compliquée.

### Master Sounds 98.3

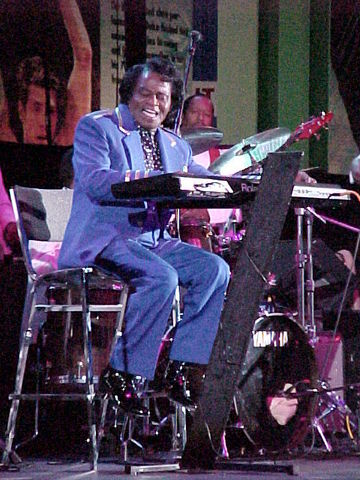
Des musiques de James Brown passent sur Master Sounds, où la Soul, la Funk, et le R&B sont présents.

- DJ : Johnny "The Love Giant" Parkinson (Ricky Harris)
- Genre : Soul, funk, rhythm and blues
- Titres :
  - Charles Wright - Express Yourself*
  - Maceo & The Macks - Cross The Tracks (We Better Go Back)
  - Maceo & The Macks - Soul Power '74*
  - Harlem Underground Band - Smokin' Cheeba Cheeba
  - The Chakachas - Jungle Fever
  - Bob James - Nautilus
  - Booker T. and the M.G.'s - Green Onions
  - The Blackbyrds - Rock Creek Park*
  - Bobby Byrd - Hot Pants
  - James Brown - Funky President*
  - Lyn Collins - Think About I
  - Lyn Collins - Rock Me Again And Again
  - The JB's - Grunt*
  - War - Low Rider
  - Gloria Jones - Tainted Love
  - Sir Joe Quarterman & Free Soul -  (I Got) So Much Trouble In My Mind
  - James Brown - The Payback*

Master Sounds 98.3 est une station de groove animée par Johnny "The Love Giant" Parkinson (Ricky Harris). En dépit de son surnom, il est sous entendu à plusieurs reprises qu'il est de petite taille.

### Playback FM
- DJ : Forth Right MC
- Genre : Hip-hop old school
- Titres :
  - Kool G Rap & DJ Polo - Road To The Riches
  - Big Daddy Kane - Warm It Up Kane
  - Spoonie Gee - The Godfather
  - Masta Ace - Me & The Biz
  - Slick Rick - Children's Story
  - Public Enemy - Rebel Without A Pause
  - Eric B. & Rakim - I Know You Got Soul
  - Rob Base and DJ E-Z Rock - It Takes Two
  - Gang Starr - B.Y.S.
  - Biz Markie - The Vapors
  - Brand Nubian - Brand Nubian
  - Ultramagnetic MCs - Critical Beatdown*

Animée par l'autosatisfait théoricien de la conspiration Forth Right MC (Chuck D), Playback FM diffuse du hip-hop old-school de l'âge d'or du hip hop. Le DJ est détesté de ses auditeurs, comme le montrent les appels reçus par la station. Cette station partage l'album de Radio Los Santos.

### Radio Los Santos
- DJ : Julio G
- Genre : Gangsta rap, rap West Coast, g-funk
- Titres :
  - 2Pac - I Don't Give A Fuck*
  - Compton's Most Wanted -  Hood Took Me Under
  - Dr. Dre & Snoop Dogg - Nuthin' But A "G" Thang
  - Too $hort - The Ghetto
  - N.W.A. - Alwayz Into Somethin'
  - Ice Cube - Check Yo Self ("The Message" remix)
  - Kid Frost - La Raza
  - Cypress Hill - How I Could Just Kill A Man
  - Dr. Dre & Snoop Dogg - Fuck Wit Dre Day
  - The D.O.C. - It's Funky Enough
  - N.W.A. - Express Yourself*
  - Ice Cube - It Was A Good Day
  - Eazy E - Eazy Er Said Than Dunn
  - Above the Law - Murder Rap
  - Dr. Dre & Snoop Dogg - Deep Cover
  - Da Lench Mob - Guerillas In Tha Mist

Radio Los Santos est une station diffusant du gangsta rap animée par Julio G qui emet depuis Los Santos. Julio G est une personne très calme et posée qui se contente d'aimer le rap/hip hop. Il commente les nombreux malheurs qui surviennent à Los Santos et appelle les gens à tenter une approche non-violente des choses. RLS fait diverses références au carjacking qui est un élément central du jeu. Parfois, après une mission, Julio annonce la météo et les informations de Los Santos et encourage CJ à appeler sa copine, Denise. La station partage son album avec Playback FM.

### Radio X
- DJ : Sage

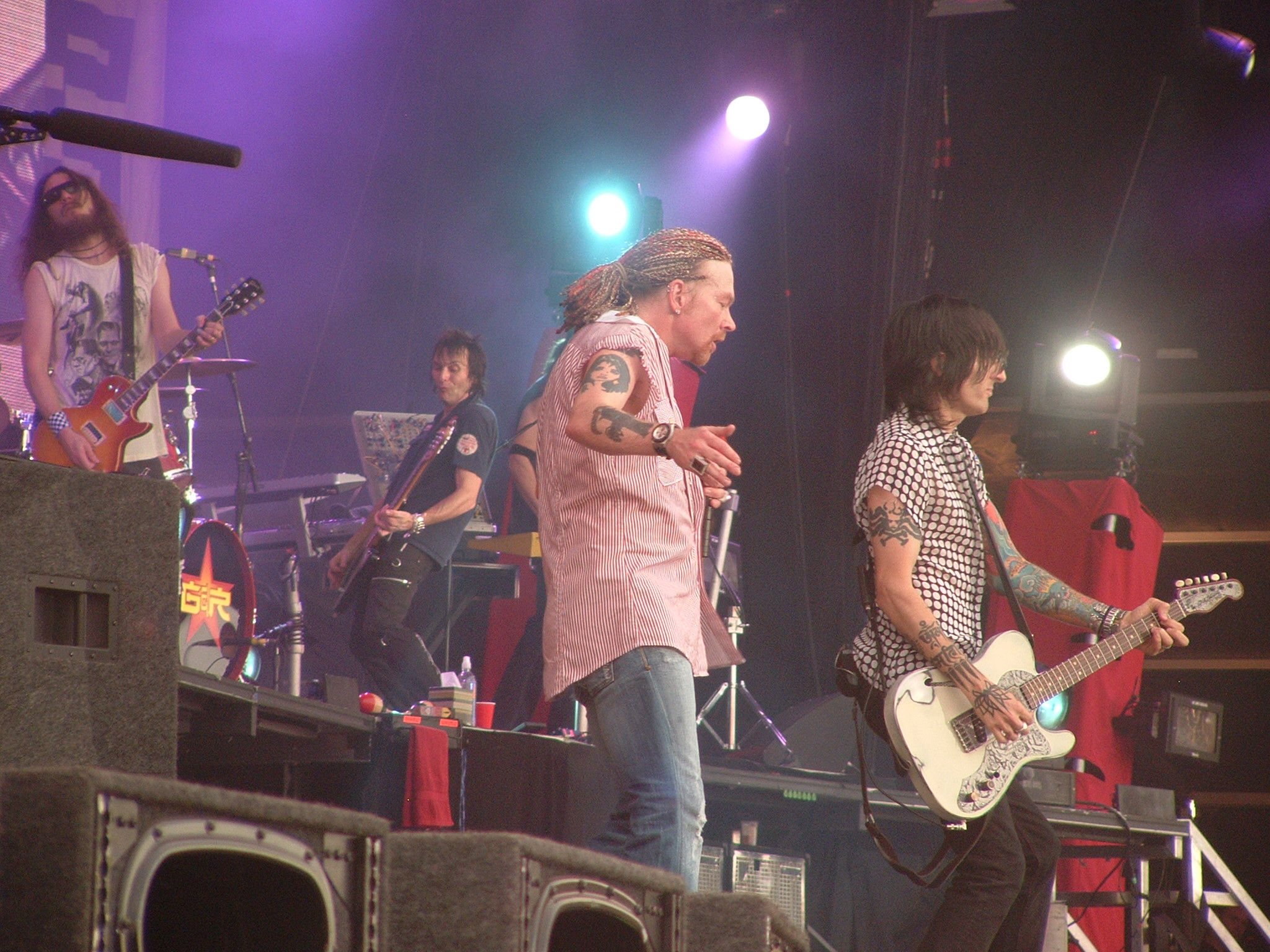
En plus d'être le DJ de K-DST, des musiques de Axl Rose et de son groupe Guns N' Roses peuvent être entendues.

- Genre : Grunge, hard rock, heavy metal, rock alternatif, metal alternatif
- Titres 
  - Helmet - Unsung (en)
  - Depeche Mode - Personal Jesus
  - Faith No More - Midlife Crisis (en)
  - Danzig - Mother (en)
  - Living Colour - Cult of Personality
  - Primal Scream - Movin' On Up
  - Guns N' Roses - Welcome To The Jungle
  - L7 - Pretend We're Dead
  - Ozzy Osbourne - Hellraiser*
  - Soundgarden - Rusty Cage
  - Rage Against the Machine - Killing In The Name*
  - Jane's Addiction - Been Caught Stealing (en)
  - The Stone Roses - Fools Gold (en)
  - Alice in Chains - Them Bones
  - Stone Temple Pilots - Plush

Radio X diffuse du rock des fins années 1980 et début 1990 et est différente à K-DST (qui diffuse du classic rock), la radio est animée par Sage (Jodie Shawback). Sage est très imbue de sa personne et se dit rebelle ; elle s'énerve toujours contre quelque chose, en faisant le stéréotype du Gen X-er.

### SF-UR
San Fierro Underground Radio
- DJ : Hans Oberlander
- Genre : House
- Titres :
  - Jomanda - Make My Body Rock
  - 808 State - Pacific
  - The Todd Terry Project - Weekend
  - Nightwriters - Let The Music (Use You)
  - Marshall Jefferson - Move Your Body
  - Maurice Joshua - This Is Acid
  - Mr. Fingers - Can You Feel It
  - A Guy Called Gerald - Voodoo Ray
  - Cultural Vibe - Ma Foom Bey
  - Ce Ce Rogers - Someday
  - Robert Owens - I'll Be Your Friend
  - Frankie Knuckles - Your Love
  - Joe Smooth - Promised Land
  - 28th Street Crew - I Need A Rhythm
  - Raze - Break 4 Love
  - Fallout - The Morning After

SFUR (San Fierro Underground Radio) est une radio diffusant de la house music animée par le DJ allemand Hans Oberlander (Lloyd Floyd). Oberlander est un homme hyperactif et peu sûr de lui. À plusieurs reprises, il demande au public de l'enlacer et pleure même pendant l'introduction d'une chanson. Un des auditeurs qui appellent la station est le propre père du DJ qui lui demande de passer du "Wagner", et Oberlander consomme probablement de la drogue car son père lui dit : "ta mère a trouvé ces pilules dans ta chambre". Oberlander demande également entre deux chansons si son dealer est passé. Cette station n'est pas présente sur les albums.

### WCTR
West Coast Talk Radio
- Genre : Talk show

Écrit par Dan Written & Lazlow, cette radio comprend plusieurs émissions de talk show devenues classiques dans la série Grand Theft Auto, et qui restent difficilement traduisibles en français. De nombreux personnages du jeu sont invités et peuvent ainsi être entendus sur la station.
WCTR News animé par Lianne Forget (Sharon Washington) assistée de Richard Burns (Wil Wheaton) présente les actualités de Los Santos. Il y a en tout 11 flashs d'information différents dans le jeu. Burns est souvent sous l'influence de produits pendant le direct et Lianne achève chaque flash en conseillant aux gens de "rester chez eux" car "c'est plus sûr".
The Thight End Zone est un programme sur le sport animé par Derrick Thackery (Peter Appel). Il ne s'intéresse pas vraiment au sport. Il fut battu par son oncle dans sa jeunesse et il semble craindre de faire des commentaires sur le sport, les femmes et d'autres choses.
The Wild Traveler est un programme animé par James Pedeaston (Sam Tsoutsouvas). Il a agressé des enfants et est recherché en Malaisie ; il fait aussi l'objet d'une enquête du FBI. Son show est peu populaire et il reçoit certains commentaires désobligeants. Dans Grand Theft Auto IV, un site internet nous apprend qu'il a eu un procès et a été condamné en 2003. un site (freejames.org) demande aux gens de lui accorder des fonds, mais le site n'a reçu que 23 $.
Entertaining America est un programme de divertissement animé par Billy Dexter (Peter Marx) puis par Lazlow Jones. Dexter est accidentellement tué par un coup de feu tiré par Jack Howitzer (la star du film Exploder de Vice City). Lazlow invite notamment OG Loc et Chris Formage (le chef du culte Epsilon Program). Selon Dexter, l'émission est enregistrée à Vinewood.
Gardening with Maurice est une émission de jardinage animée par Maurice (Andy Dick) qui est plutôt un homme gay et sensuel aimant non seulement les jardins mais aussi son propre corps. Par exemple, il aime prendre des photos des deux quand ils "fleurissent". Il prodigue aussi des conseils peu orthodoxes et suggère aux auditeurs des plantes peu communes. Le nom de l'émission vient de GTA III dans lequel il était dit qu'il avait été retiré de la programmation de Chatterbox FM. Maurice s'oppose fortement à la proposition 421 (contre les fumeurs) : "le tabac est une plante, et si elle sort du sol, vous devriez pouvoir la fumer !"
I Say/You Say est un débat politique animé par un couple, Peyton Philips (Paul Ames) et Mary Philips (Jackie Hoffman). Peyton et Mary sont des caricatures de leurs idéologies : Peyton est un libéral accompli tandis que Mary est terriblement conservatrice. Par exemple, lorsqu'un auditeur explique qu'il a récemment enterré les corps de nombreux immigrants clandestins dans son jardin, Mary lui explique comment les utiliser pour payer moins d'impôts tandis que Peyton lui parle de recyclage et de don d'organes. Lazlow appelle aussi pour prendre le travail de Peyton.
Lonely Hearts Show est une émission de rencontres présentée par Christy MacIntyre (Sara Moon) à laquelle participe Fernando Martinez (Frank Chavez) de Vice City. Zero appelle aussi en espérant sortir de son célibat.
Le slogan WCTR se traduit ainsi : « Nous parlons, vous écoutez ».
Albums de Grand Theft Auto
Grand Theft Auto: San Andreas Official Soundtrack
(2004)

## Grand Theft Auto: San Andreas Official Soundtrack Box Set

### Disc 1: Grand Theft Auto: San Andreas OST Volume 1: Bounce FM
1. Bounce FM Intro - Jingle
2. Hollywood Swinging - Kool & The Gang
3. Cold Blooded - Rick James
4. You Dropped a Bomb on Me - The Gap Band
5. Candy - Cameo
6. West Coast Poplock - Ronnie Hudson
7. You're on Bounce FM - Jingle
8. I Can Make You Dance - Zapp
9. Let It Whip - Dazz Band
10. Running Away - Roy Ayers
11. Funky Worm - Ohio Players
12. Twilight - Maze
13. That Was Bounce FM - Jingle
14. Glory Hole Theme Park: Fun With Strangers - Publicité
15. Eris Pump Up Shoes - Publicité

### Disc 2: Grand Theft Auto: San Andreas OST Volume 2: Playback FM/Radio Los Santos
1. Playback FM Intro - Jingle
2. Rebel Without a Pause - Public Enemy
3. Brand Nubian - Brand Nubian
4. Children's Story - Slick Rick
5. You're on Playback FM - Jingle
6. I Know You Got Soul - Eric B. & Rakim
7. It Takes Two - Rob Base and DJ E-Z Rock
8. That Was Playback FM - Jingle
9. La Raza - Kid Frost
10. It's Funky Enough - The D.O.C.
11. Guerillas In Tha Mist - Da Lench Mob
12. Hood Took Me Under - Compton's Most Wanted
13. How I Could Just Kill a Man - Cypress Hill
14. I Don't Give a Fuck - 2Pac
15. Ice Diamonds - Publicité
16. Commando Pest Eradication - Publicité

### Disc 3: Grand Theft Auto: San Andreas OST Volume 3: Master Sounds 98.3
1. Mastersounds 98.3 Intro - Jingle
2. The Payback - James Brown
3. Jungle Fever - The Chakachas
4. Think (About It) - Lyn Collins
5. I Know You Got Soul - Bobby Byrd
6. Express Yourself - Charles Wright
7. Cross the Tracks (We Better Go Back) - Maceo Parker
8. You're on Mastersounds 98.3 - Jingle
9. (I Got) So Much Trouble In My Mind - Joe Quarterman
10. The Grunt - The J.B.'s
11. Smokin' Cheeba Cheeba - Harlem Underground Band
12. Funky President - James Brown
13. Green Onions - Booker T. and the M.G.'s
14. That Was Mastersounds 98.3 - Jingle
15. Cluckin' Bell - Publicité
16. Zebra Bar: Fun To Try - Publicité

### Disc 4: Grand Theft Auto: San Andreas OST Volume 4: K-Rose
1. K-Rose Intro - Jingle
2. Crazy - Willie Nelson
3. Hey Good Lookin' - Hank Williams
4. Louisiana Woman, Mississippi Man - Conway Twitty & Loretta Lynn
5. Bed of Rose's - Statler Brothers
6. You're on K-Rose - Jingle
7. Amos Moses - Jerry Reed
8. I Love a Rainy Night - Eddie Rabbit
9. All My Ex's Live In Texas - Whitey Shafer
10. Mammas Don't Let Your Babies Grow up to Be Cowboys - Ed Bruce
11. Always Wanting You - Merle Haggard
12. Three Cigarettes In An Ashtray - Patsy Cline
13. That Was K-Rose - Jingle
14. Logger - Publicité
15. Starfish Resort and Casino - Publicité

### Disc 5: Grand Theft Auto: San Andreas OST Volume 5: CSR 103.9
1. CSR 103:9 Intro - Jingle
2. Groove Me - Guy
3. I Got The Feeling - Today
4. Don't Be Cruel - Bobby Brown
5. My Lovin' (You're Never Gonna Get It) - En Vogue
6. New Jack Swing - Wreckx-N-Effect
7. Motownphilly - Boyz II Men
8. You're on CSR 103:9 - Jingle
9. Poison - Bell Biv DeVoe
10. So You Like What You See - Samuelle
11. I'm So Into You - SWV
12. Don't Be Afraid - Aaron Hall
13. Sensitivity - Ralph Tresvant
14. That Was CSR 103:9 - Jingle
15. Renegade Cologne - Publicité
16. The Epsilon Program: Covet - Publicité

### Disc 6: Grand Theft Auto: San Andreas OST Volume 6: K-Jah West
1. K-Jah Intro - Jingle
2. Chase the Devil - Max Romeo & The Upsetters
3. Here I Come - Barrington Levy
4. Great Train Robbery - Black Uhuru
5. Ring My Bell - Blood Sisters
6. Funky Kingston - Toots & The Maytals
7. King Tubby Meets the Rockers Uptown - Augustus Pablo
8. You're on K-Jah - Jingle
9. Bam Bam - Chaka Demus & Pliers
10. Cocaine - Dillinger
11. Don't Let It go to Your Head - Black Harmony
12. Drum Pan Sound - Reggie Stepper
13. Pressure Drop The Maytals
14. That Was K-Jah - Jingle
15. Sooth Cough Medicine - Publicité
16. Wrestling on Weazel - Publicité

### Disc 7: Grand Theft Auto: San Andreas OST Volume 7: K-DST
1. K-DST Intro - Jingle
2. Barracuda - Heart
3. Strutter - Kiss
4. Smokin' - Boston
5. Some Kind of Wonderful - Grand Funk Railroad
6. Woman to Woman - Joe Cocker
7. Get Down to It - Humble Pie
8. You're on K-DST - Jingle
9. A Horse With No Name - America
10. Eminence Front - The Who
11. Free Bird - Lynyrd Skynyrd
12. Two Tickets to Paradise - Eddie Money
13. Young Turks - Rod Stewart
14. That Was K-DST - Jingle
15. Midlife Crisis Center - Publicité
16. San Andreas Telephone: New Father - Publicité
17. Toto - Hold The Line-Toto

### Disc 8: Grand Theft Auto: San Andreas OST Volume 8: Radio X
1. Radio X Intro - Jingle
2. Rusty Cage - Soundgarden
3. Unsung - Helmet
4. Midlife Crisis - Faith No More
5. Plush - Stone Temple Pilots
6. Killing in the Name - Rage Against the Machine
7. You're on Radio X - Jingle
8. Cult of Personality - Living Colour
9. Mother - Danzig
10. Personal Jesus - Depeche Mode
11. Been Caught Stealing - Jane's Addiction
12. Pretend We're Dead - L7
13. That Was Radio X - Jingle
14. My Five Uncles - Publicité
15. Exsorbeo Handheld Gaming System - Publicité

- (en) Cet article est partiellement ou en totalité issu de l’article de Wikipédia en anglais intitulé « Grand Theft Auto: San Andreas soundtrack » (voir la liste des auteurs).